# Ковтунович Гаврило Парфентійович

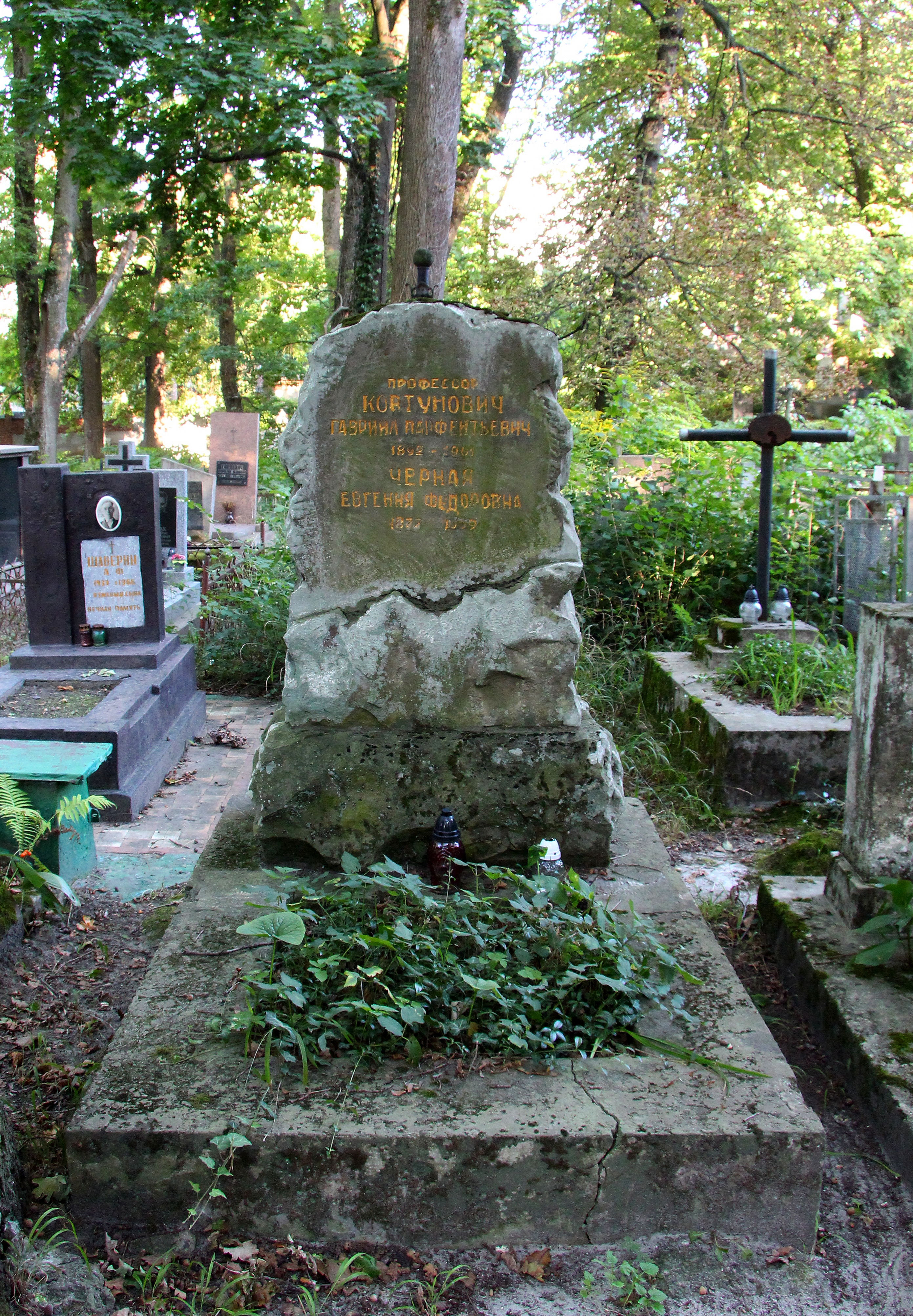

Ковтунович Гаврило Парфентійович (25. 03(06. 04). 1892, с. Кирилівка, нині   Сосницького р-ну Чернігівської обл. — 25. 05. 1961, Львів) — український лікар-хірург, онколог, засновник онкологічної школи у Львові, доктор медичних наук (1937), професор (1943). Чоловік Лариси Олександрівни Чорної, батько Лідії Ковтунович.

## Біографічні відомості
У 1922 році закінчив Київський університет. Працював лікарем, у 1929–30 роках у  Білоруському медінституті (Мінськ), у 1930–37 роках в Ленінградському інституті удосконалення лікарів, у 1937–38 роках завідувачем хірургічної клініки Башкирського медінституту (Уфа), завідувачем онкологічної лабораторії Всесоюзного інституту експериментальної медицини (Сухумі, 1938–41), завідувачем кафедри загальної хірургії Таджицького державного медичного інституту імені Абу-Алі ібн Сіни (Душанбе, 1941–45), завідувачем кафедри пропедевтичної хірургії Львівського медичного інституту (1945–61). Г. Ковтунович проводив наукові дослідження з таких напрямків: хірургія виразкової хвороби шлунка і дванадцятипалої кишки; газова інфекція в хірургії; патогенез, клініка й лікування правця; експериментальна та клінічна онкологія. Запропонував нову методику оперативного лікування пухлин привушної залози.
Помер у Львові , похований на 66 полі Личаківського цвинтаря.

## Джерело
- Б. Т. Білинський. Ковтунович Гаврило Парфентійович [Архівовано 22 Липня 2020 у Wayback Machine.] / ЕСУ